# Next Fall
Next Fall è un'opera teatrale del drammaturgo statunitense Geoffrey Nauffts, debuttata a New York nel 2009.

## Trama
Luke e Adam sono una coppia da cinque anni, nonostante alcune grandi differenze: Luke è molto devoto, mentre Adam è assolutamente ateo. Dopo che un terribile incidente cambia tutto, Adam deve rivolgersi alla famiglia di Luke per aiuto e risposte.

## Produzioni
Next Fall debuttò al Peter Jay Sharp Theatre di New York il 26 maggio 2009 e rimase in cartellone fino all'8 agosto dello stesso anno. Forte di recensioni positive e favore di pubblico, il dramma debuttò all'Helen Hayes Theatre di Broadway il 16 febbraio 2010 e replicò fino al 4 luglio 2010, per un totale di 158 rappresentazioni. Tutto il cast dell'Off Broadway tornò a ricoprire i propri ruoli anche a Broadway; tra loro anche: Patrick Breen (Adam), Patrick Heusinger (Luke), Maddie Corman (Holly), Sean Dugan (Brandon), Connie Ray (Arlene) e Cotter Smith (Butch). Il dramma ricevette una candidatura al Tony Award al miglior spettacolo, ma Red si aggiudicò la statuetta. Dal 24 settembre al 25 ottobre 2014 la piece andò in scena alla Southwark Playhouse di Londra.